# Tenton Yenne
Tenton Yenne (7 luglio 2000) è un calciatore nigeriano, attaccante del Baltika.

## Caratteristiche tecniche
È un esterno destro.

## Carriera
Cresciuto nel settore giovanile della GBS Academy, dal 2018 al gennaio 2019 è stato in prestito all'AS Trenčín dove ha giocato nel settore giovanile. Il 16 luglio 2019 è passato a titolo definitivo al Senica, con cui ha esordito fra i professionisti disputando l'incontro di Superliga slovacca vinto 3-1 contro l'AS Trenčín.

## Statistiche
Statistiche aggiornate al 13 agosto 2020.

### Presenze e reti nei club
| Stagione        | Squadra         | Campionato      | Campionato | Campionato | Coppe nazionali | Coppe nazionali | Coppe nazionali | Coppe continentali | Coppe continentali | Coppe continentali | Altre coppe | Altre coppe | Altre coppe | Totale | Totale | Totale |
| Stagione        | Squadra         | Comp            | Pres       | Reti       | Comp            | Pres            | Reti            | Comp               | Pres               | Reti               | Comp        | Pres        | Reti        | Pres   | Reti   |        |
| --------------- | --------------- | --------------- | ---------- | ---------- | --------------- | --------------- | --------------- | ------------------ | ------------------ | ------------------ | ----------- | ----------- | ----------- | ------ | ------ | ------ |
| 2019-2020       | Senica          | SL              | 22         | 1          | CS              | 1               | 0               |                    | -                  | -                  |             | -           | -           | 23     | 1      |        |
| 2020-2021       | Senica          | SL              | 2          | 0          | CS              | 0               | 0               |                    | -                  | -                  |             | -           | -           | 2      | 0      |        |
| Totale carriera | Totale carriera | Totale carriera | 24         | 1          |                 | 1               | 0               |                    | -                  | -                  |             | -           | -           | 25     | 1      |        |

## Palmarès

### Club

#### Competizioni nazionali
- Coppa d'Armenia: 2

Noravank: 2021-2022
Ararat-Armenia: 2023-2024
- Supercoppa d'Armenia: 1

Ararat-Armenia: 2024

### Individuale
- Miglior giocatore del campionato armeno: 1

2023-2024